# Zurina
Zurina (pl. Zurinas), pleme američkih Indijanaca porodice Panoan nastanjeno na južnoj obali Amazone blizu ušća Rio Negra, Brazil. Eksperti su u izradi komfornih sjedalica i drvorezbarstvu.

## Vanjske poveznice
- Bancos de chamanes y caciques en las selvas tropicales  Arhivirana inačica izvorne stranice od 3. veljače 2007. (Wayback Machine)